# Edvige di Sassonia
Edvige (o Hedwig o Hartwige o Hathui, fr: Edwige) di Sassonia (922 – 6 gennaio 965 circa) fu, come moglie di Ugo il Grande, dal 937 duchessa dei Franchi e contessa d'Orléans e poi, dal 956, duchessa di Borgogna sino al 956.
Fu la madre di Ugo Capeto, primo re di Francia della dinastia dei Capetingi

## Origine
Figlia quartogenita del duca di Sassonia e re dei Franchi orientali, Enrico I l'Uccellatore (876 – 936) e della sua seconda moglie Matilde (890-968), che come ci riporta, nelle sue cronache, Rodolfo il Glabro era sorella del Re di Germania, Ottone I, che, a sua volta, secondo il Widukindi Res Gestæ Saxonicæ era figlio di Enrico I e Matilde; Matilde di Ringelheim, secondo la Vita Mahthildis Reginæ Antiquior era la figlia del conte sassone di Vestfalia Teodorico di Ringelheim e di sua moglie Rainilde di Frisia, discendente dai vichinghi danesi.
Enrico I di Sassonia, secondo la Thietmari Merseburgensis episcopi chronicon, era figlio del duca di Sassonia, Ottone I e di Hedwige di Babenberg (856 - 903, figlia di Enrico di Babenberg  e d'Ingeltrude).

## Biografia
Nel 935, Edvige viene citata in un documento di donazione a favore della cattedrale di Paderborn in qualità di richiedente (Hadeuui filiæ nostræ) da suo padre, il re di Germania, Enrico I.
Fu la terza moglie del duca dei Franchi, Ugo il Grande, figlio del re dei Franchi occidentali ed inoltre conte di Parigi, conte d'Angiò, di Auxerre, di Nevers, di Tours e Marchese di Neustria contro i Bretoni, Roberto I e della seconda moglie, Beatrice di Vermandois, figlia del conte di Vermandois, Erberto I (nipote del re d'Italia, Bernardo, nipote di Carlo Magno). Edvige fu data in moglie a Ugo, nel 937, prima del 17 settembre, perché in quella data, un documento la cita come moglie di Ugo, quindi pochi mesi dopo che Ugo il Grande era rimasto vedovo (937), per la seconda volta (Ugo il Grande si era sposato, nel 914, con Giuditta (ca. 900 – 925), una figlia di Ruggero I del Maine, come è indicato nelle Europäische Stammtafeln, vol II cap. 10, non consultate; e, nel 926, secondo Flodoardo, con la sorella del re del Wessex, Atelstano d'Inghilterra (ca. 905 – 937), Eadilda o Eadheld del Wessex, figlia del re del Wessex, Edoardo il Vecchio (ca. 871 – 924)).
Il cronista Flodoardo invece sostiene che il matrimonio tra Edvige e Ugo il Grande sia avvenuto nel 938.
Sempre Flodoardo, nella sua cronaca ci dice che assieme a suo nipote, il re di Francia, Lotario IV, e a sua sorella, la regina madre, Gerberga, madre di Lotario, nel 957, Edvige, vedova di Ugo il Grande, si recò a far visita a suo fratello Brunone, arcivescovo di Colonia.
Nel 958, dopo che il re Lotario IV, due anni prima, aveva concesso il titolo di duca di Aquitania al duca dei Franchi, Ugo Capeto entrambi, tra novembre e dicembre, si recarono a Marzy, cittadina vicino a Nevers, accompagnati dalle rispettive madri, Gerberga e Edvige, per incontrare il duca effettivo di Aquitania, Guglielmo III Testa di Stoppa, per ottenere la consegna del ducato, ma senza ottenere alcun risultato.
I necrologi dell'Abbazia di Saint-Denis, riportano il giorno della morte di Edvige, 6 gennaio, senza precisare l'anno, che si suppone attorno al 965.

## Figli
Edvige a Ugo diede cinque figli:
- Beatrice (ca. 939- 1003), sposò di Federico I di Lotaringia[19].
- Ugo Capeto (ca. 940- 996), re di Francia[20]
- Emma (ca. 943- 968), sposò di Riccardo I di Normandia[21]
- Oddone[9] (ca. 945- 965), duca di Borgogna
- Enrico Ottone[9] (ca. 948- 1002), duca di Borgogna

## Ascendenza
|                         |                         |                     | Genitori            |  |  | Nonni |  |  | Bisnonni             |  |  | Trisnonni |  |
|                         |                         |                     |                     |  |  |       |  |  | Liudolfo di Sassonia |  |  | Bruno     |  |
|                         |                         |                     |                     |  |  |       |  |  | Liudolfo di Sassonia |  |  | Bruno     |  |
|                         |                         | Gisla di Verla      |                     |  |  |       |  |  | Liudolfo di Sassonia |  |  |           |  |
| Ottone l'Illustre       |                         |                     |                     |  |  |       |  |  | Liudolfo di Sassonia |  |  |           |  |
|                         |                         | Oda di Billung      | Billung             |  |  |       |  |  |                      |  |  |           |  |
|                         |                         | Oda di Billung      | Billung             |  |  |       |  |  |                      |  |  |           |  |
|                         |                         | Oda di Billung      | …                   |  |  |       |  |  |                      |  |  |           |  |
| Enrico l'Uccellatore    |                         | Oda di Billung      |                     |  |  |       |  |  |                      |  |  |           |  |
|                         |                         | Enrico di Franconia | …                   |  |  |       |  |  |                      |  |  |           |  |
|                         |                         | Enrico di Franconia | …                   |  |  |       |  |  |                      |  |  |           |  |
|                         |                         | Enrico di Franconia | …                   |  |  |       |  |  |                      |  |  |           |  |
| Edvige di Babenberg     |                         | Enrico di Franconia |                     |  |  |       |  |  |                      |  |  |           |  |
|                         |                         | Ingeltrude          | Eberardo del Friuli |  |  |       |  |  |                      |  |  |           |  |
|                         |                         | Ingeltrude          | Eberardo del Friuli |  |  |       |  |  |                      |  |  |           |  |
|                         |                         | Ingeltrude          | Gisella             |  |  |       |  |  |                      |  |  |           |  |
| Edvige di Sassonia      |                         | Ingeltrude          |                     |  |  |       |  |  |                      |  |  |           |  |
|                         | Reginhart di Ringelheim | …                   |                     |  |  |       |  |  |                      |  |  |           |  |
|                         | Reginhart di Ringelheim | …                   |                     |  |  |       |  |  |                      |  |  |           |  |
|                         | Reginhart di Ringelheim | …                   |                     |  |  |       |  |  |                      |  |  |           |  |
| Teodorico di Ringelheim | Reginhart di Ringelheim |                     |                     |  |  |       |  |  |                      |  |  |           |  |
|                         |                         | Matilda             | …                   |  |  |       |  |  |                      |  |  |           |  |
|                         |                         | Matilda             | …                   |  |  |       |  |  |                      |  |  |           |  |
|                         |                         | Matilda             | …                   |  |  |       |  |  |                      |  |  |           |  |
| Matilde di Ringelheim   |                         | Matilda             |                     |  |  |       |  |  |                      |  |  |           |  |
|                         |                         | …                   | …                   |  |  |       |  |  |                      |  |  |           |  |
|                         |                         | …                   | …                   |  |  |       |  |  |                      |  |  |           |  |
|                         |                         | …                   | …                   |  |  |       |  |  |                      |  |  |           |  |
| Reinilde di Godefrid    |                         | …                   |                     |  |  |       |  |  |                      |  |  |           |  |
|                         |                         | …                   | …                   |  |  |       |  |  |                      |  |  |           |  |
|                         |                         | …                   | …                   |  |  |       |  |  |                      |  |  |           |  |
|                         |                         | …                   | …                   |  |  |       |  |  |                      |  |  |           |  |
|                         |                         | …                   |                     |  |  |       |  |  |                      |  |  |           |  |

### Fonti primarie
- (LA)  Monumenta Germaniae Historica, Diplomatum Regum et Imperatorum Romanum, tomus I.
- (LA)  Monumenta Germaniae Historica, Scriptores, tomus IX.
- (LA)  Monumenta Germaniae Historica, Scriptores, tomus X.
- (LA)  Liber de Hyda, Chronicles and Memorials of Great Britain and Ireland,.
- (LA)  Monumenta Germaniae Historica, Scriptores, tomus XIII.
- (LA)  Monumenta Germaniae Historica, Scriptores, tomus III.
- (LA)  Monumenta Germaniae Historica, Scriptores, tomus VII.
- (LA)  Cartulaire de l'Abbaye de Saint-Bertin: Cartolarium Sithiense.
- (LA) Thietmari Merseburgensis episcopi chronicon, su mgh-bibliothek.de. URL consultato il 22 agosto 2021 (archiviato dall'url originale il 7 agosto 2021).

### Letteratura storiografica
- René Poupardin, I regni carolingi (840-918), in «Storia del mondo medievale», vol. II, 1999, pp. 583–635
- Louis Halphen, Francia: gli ultimi carolingi e l'ascesa di Ugo Capeto (888-987), in «Storia del mondo medievale», vol. II, 1999, pp. 635–661